# Otaśmienie nerwów truskawki

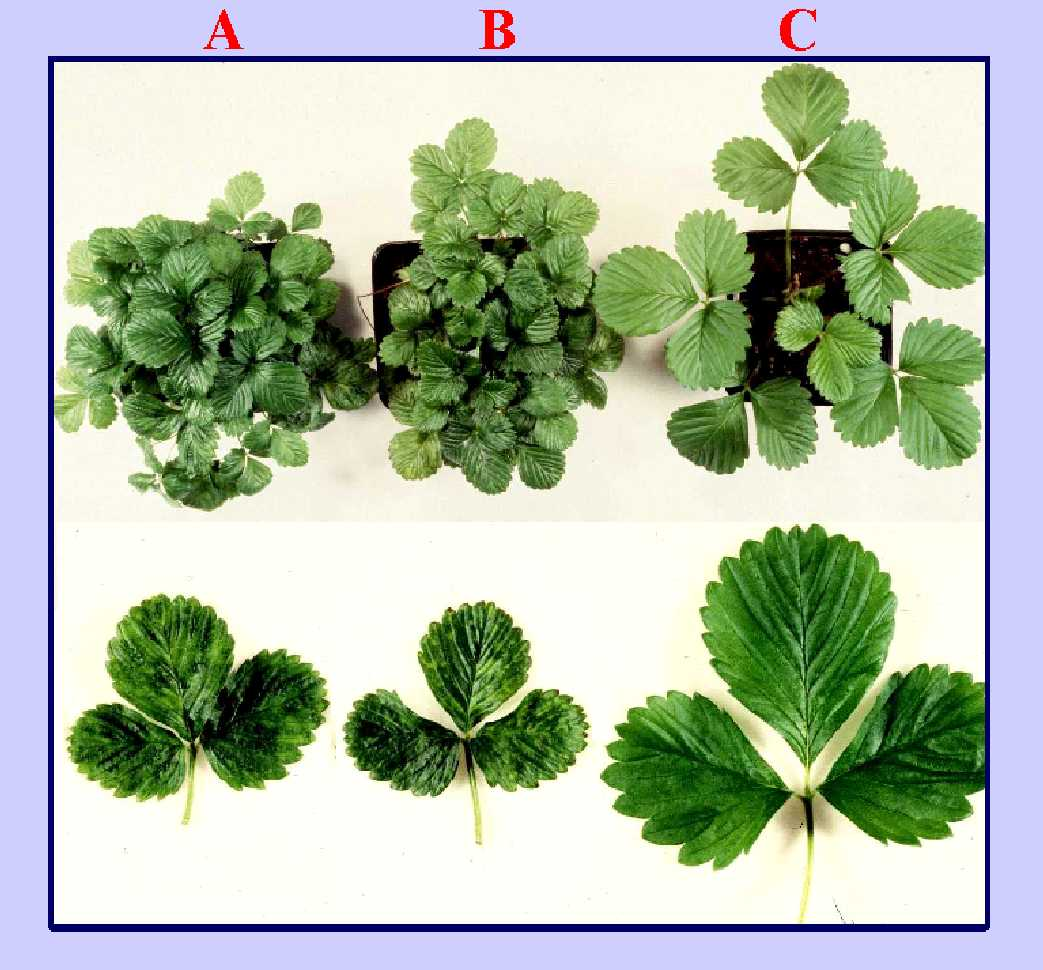
Objawy na liściach truskawki

Otaśmienie nerwów truskawki (ang. leaf curl of strawberry, vein banding of strawberry) – wirusowa choroba truskawki i poziomki wywołana przez wirusa otaśmienia nerwów truskawki (Strawberry vein banding virus, SVBV).

## Objawy i szkodliwość
Strawberry vein banding virus poraża wyłącznie poziomkę pospolitą (Fragaria vesca) i truskawkę (Fragaria × ananassa). Objawami porażenia są żółte smugi na liściach wzdłuż ich nerwów głównych i bocznych. Smugi występują już na pierwszych liściach wytworzonych przez rośliny. Zwykle objawy te są łagodne i nie wszystkie występują jednocześnie. Dopiero gdy zaatakowany liść rozrośnie się, widoczne staje się przejaśnienie, a następnie żółtawe pasy niektórych lub wszystkich nerwów. Często to zabarwienie występuje w postaci rozproszonych, nieciągłych smug o różnej długości wzdłuż żył głównych i wtórnych. Inne objawy to faliste brzegi liści, epinastyczny wzrost nerwów głównych i ogonków, a blaszki liściowe mogą stać się nierówne i pomarszczone. W miarę dalszego wzrostu rośliny objawy pojawiają się także na jej nowych liściach. Drugi i trzeci liść uformowany po wystąpieniu objawów są bardziej dotknięte chorobą niż pierwszy lub jakikolwiek następny liść; na starszych liściach chlorotyczne smugi są zmniejszone, rozproszone i ograniczone do części listków. Po tym może nastąpić pojawienie się serii pozornie zdrowych liści, a następnie ponowne pojawienie się łagodnych lub ciężkich objawów. Choroba powoduje karłowatość roślin i owoców, zmniejszony plon i utratę wigoru roślin.
SVBV zwykle nie wywołuje wyraźnych objawów u odmian komercyjnych, a często jedynymi oznakami infekcji są utrata wigoru, zahamowanie wzrostu, obniżona wydajność i ogólne „wyczerpanie się” odmiany. Wirus SVBV rzadko występuje sam, zazwyczaj łącznie z innymi wirusami, które maskują typowy obraz choroby wywołanej przez SVBV. Łącznie z nimi może spowodować w pierwszym roku uprawy truskawki utratę do 17% plonów, w drugim roku dużo większą, a w trzecim owoce mogą całkowicie nie nadawać się do sprzedaży.

## Cykl rozwojowy
Wirus przenoszony jest na truskawki i poziomki przez mszyce. Najczęściej są to gatunki Chaetosiphon fragaefolii, Chaetosiphon jacobi, Chaetosiphon thomasi. Mszyce te przenoszą także inne wirusy truskawek i wysysają z truskawek soki roślinne. Wirus SVBV jest żywotny w aparacie gębowym mszyc przez 1–4 dni. W tym czasie mszyca może zarazić każdą inną roślinę truskawek, którą się żywi. Infekuje truskawkę wirusem SVBV podczas żerowania. Gdy jej sztylet nakłuwa komórki rośliny, następuje wstrzyknięcie wirusa do komórki przez zakażoną ślinę. Teraz wewnątrz komórki dwuniciowy wirusowy DNA ulega transkrypcji wewnątrz jądra przez polimerazę RNA II. Następnie opuszcza on pory jądrowe i podlega odwrotnej transkrypcji z RNA do nowo replikowanego wirusowego dsDNA w cytoplazmie. Po namnożeniu się w pierwotnej zainfekowanej komórce wirus wędruje przez plazmodesmy do następnych komórek, dalej rozprzestrzeniając się w roślinie.

## Ochrona
Nie ma szczególnych metod ochrony. SVBV jest wysoce oporny na inaktywację przez terapię cieplną, ale można go wyeliminować z roślin za pomocą hodowli wierzchołków merystemów. Najlepszą metodą zapobiegania tej chorobie jest stosowanie certyfikowanego materiału do sadzenia. W kilku krajach EPPO funkcjonują systemy certyfikacji produkcji zdrowego materiału do sadzenia truskawek. EPPO przygotowuje obecnie (listopad 2000 r.) akceptowany w skali międzynarodowej system certyfikacji truskawek. Zwalczanie mszyc środkami owadobójczymi może zmniejszyć częstość występowania choroby. Opisano eliminację wirusa z roślin matecznych przez hodowlę wierzchołkową lub przez obróbkę cieplną przez 10 dni w 42 °C. Eliminacja SVBV z eksperymentalnie zakażonych odmiany ‘Hood’ przez hodowlę wierzchołkową merystemu wynosiła 100%, niezależnie od tego, czy rośliny poddano wstępnemu ogrzewaniu przez 6 tygodni w 37 °C.